# Nicolò Bianchi
Nicolò Bianchi (Albisola Superiore, 29 maggio 1803 – Nizza, 4 gennaio 1880) è stato un liutaio italiano.

## Biografia
Nacque ad Albisola Superiore figlio di Carlo e Anna Bazzano (o Bozzano).
Non sono conosciute le circostanze del suo apprendistato. La sua attività è documentata in Francia a partire dal 1844. Dal 1846 lavora a Parigi in rue Vivienne e successivamente in rue Neuve des Petits Champs n°7.
Nel 1869 fece ritorno in Italia stabilendosi a Genova in vico del Cetriolo n°2 (adiacente al teatro dell'Opera Carlo Felice) rimanendovi fino al 1877, anno del suo definitivo trasferimento in Place du Jardin 4 a Nizza. 
Morì a Nizza il 4 gennaio del 1880.

## Critica
Nicolò Bianchi fu costruttore di violini, viole e violoncelli e stimato restauratore, in contatto con importanti solisti dell'epoca quali Félicien David, Antonio Bazzini, Camillo Sivori, Alfredo Piatti. 
Liutaio dotato di particolare intuito, si dedicò alla copia di violini di Giuseppe Guarneri del Gesù e Giovanni Paolo Maggini, dei quali fu conoscitore ed esperto. Negli ultimi anni della sua carriera smise di costruire strumenti in copia, preferendo lavorare su modelli personali. 
Tra i suoi allievi figurano Giuseppe Scarampella, Eugenio Praga, François Bovis.